# Golliwogg

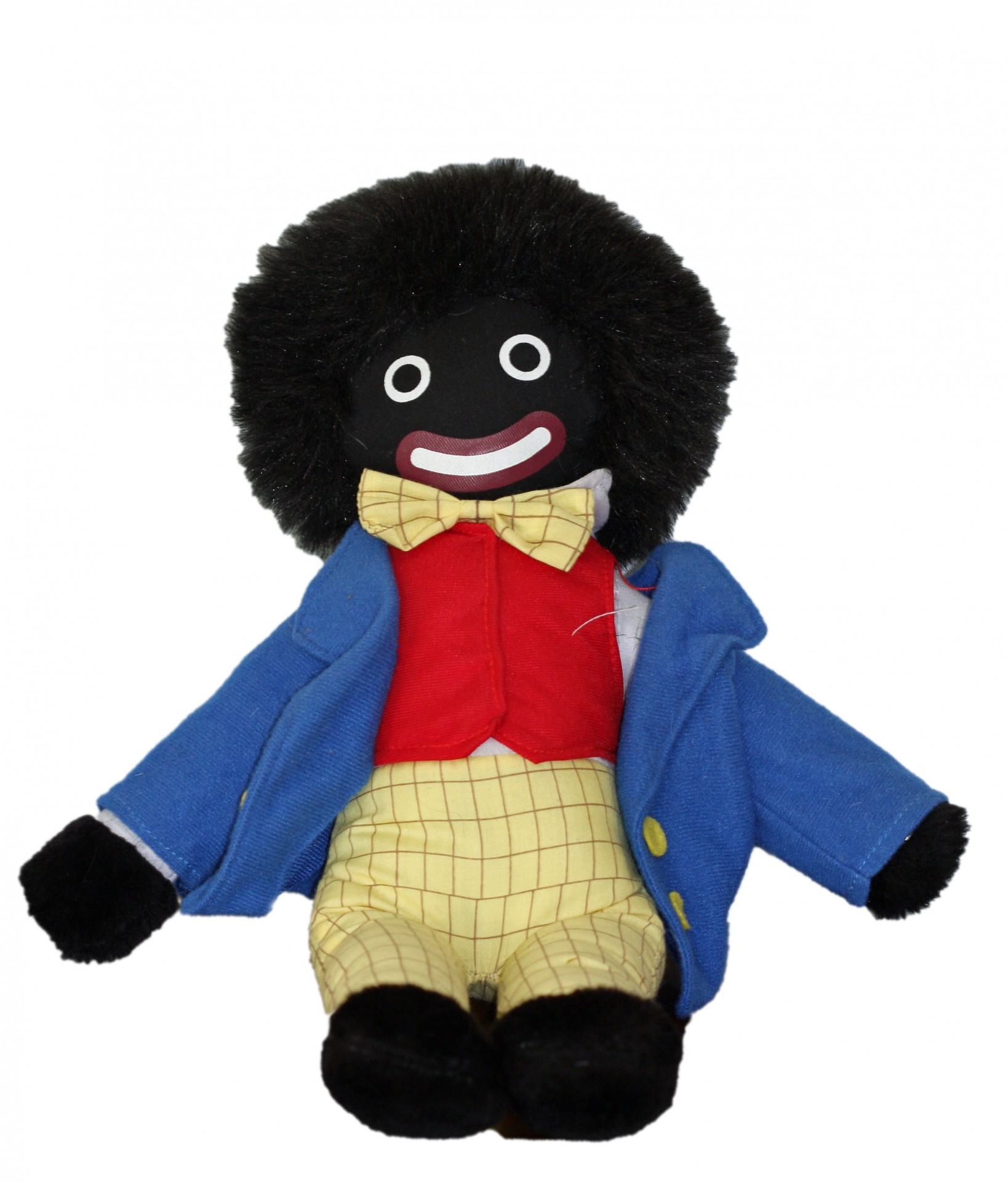
Muñeco Golliwog.

El  golliwog o Golliwogg era un personaje negro en los libros infantiles anglosajones en el siglo XIX. Muy pronto después de la publicación de los libros fue representado en distintos productos, generalmente como un tipo de muñeco de trapo destinado a los niños y comercializado bajo el nombre de "golliwog". Fue de esta manera que alcanzó una gran popularidad en Europa y Australia en la década de 1970. El muñeco se caracteriza por tener la piel negra, ojos bordeados de blanco, labios rojos de payaso y el pelo muy rizado. Mientras los muñecos caseros a veces podían tener apariencia femenina, los que eran comercializados solían tener una representación masculina. Por esta razón, en el período que siguió a la Segunda Guerra Mundial, el golliwog era considerado, junto con el oso de peluche, como un juguete de peluche adecuado para niños varones.
Sin embargo, a partir de los años 1960, las asociaciones por los derechos civiles, impulsadas por ciudadanos negros en Estados Unidos, empiezan a protestar contra el personaje, que perciben como una caricatura racista. Es a partir de entonces cuando empiezan las campañas para que se retirara la imagen del Golliwogg de los libros y otros productos comerciales, lo cual tuvo lugar décadas más tarde.

## Historia del personaje

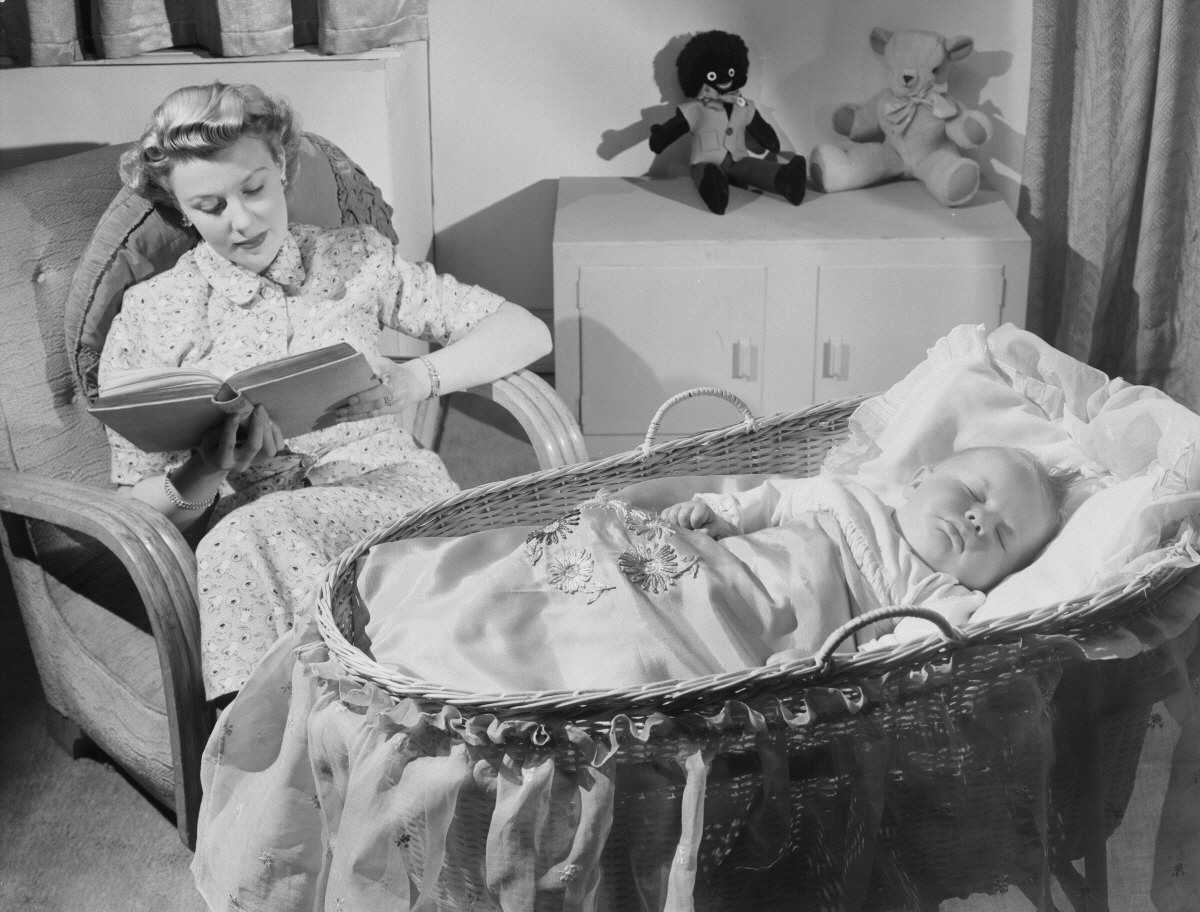
Mujer leyendo un cuento a un bebé dormido con un Golliwogg en la mesita de noche.

La primera aparición del Golliwogg de la que se tiene constancia es el libro para niños The Adventures of Two Dutch Dolls and a "Golliwogg" (las aventuras de dos muñecas neerlandesas), de Bertha Upton, ilustrado por Florence Upton. El personaje apareció luego en una serie de 13 libros, publicados entre 1895 y 1913. El Golliwogg también fue popularizado por algunos libros escritos por la autora infantil Enid Blyton. A principios del siglo XX, la compañía James Robertson & Sons empezó a utilizarlo como objeto comercial y publicitario, sobre todo en las etiquetas de sus botes de mermelada. Otras empresas contribuyeron a su difusión, representándolo en juguetes, postales, artículos alimentarios, etc. El compositor Claude Debussy compuso una pieza llamada Golliwogg's Cakewalk como parte de su suite Children's Corner. También aparecía en algunos dibujos animados. Sin embargo, las connotaciones del personaje eran siempre negativas o ridículas, como en el libro de Enid Blyton en el que Noddy pide ayuda a un Gollywog pero éste, en vez de socorrerle, le roba el coche.
En las tres últimas décadas del siglo XX, las asociaciones por los derechos civiles protestaron en Inglaterra contra la compañía James Robertson & Sons, que seguía usando el personaje. Bajo la presión, la compañía le cambió de nombre (llamándolo "Golly", ya que "wog" es un insulto racista) y modificando su imagen, pero renunció a abandonarlo totalmente. En 2001, debido a la presión de los consumidores y del gobierno, la compañía decidió dejar de utilizar el personaje, después de 91 años de explotación comercial.